# Näsduk

En näsduk i fickan

Näsduk är ett stycke tyg, vanligen bomull eller papper avsett att snyta sig i. Under proceduren håller användaren näsduken tryckt mot näsborrarnas utlopp, för att fånga upp det snor näsan har utsöndrat och som pressas ur näsan av luftvågen. Att avlägsna snor på detta sätt kallas att snyta sig. Näsduken är vanligen kvadratisk, med cirka 30 centimeters sidor för herrar, damers är ofta något mindre, 20-25 centimeter. En näsduk kan infärgas i färgskalans alla kulörer.

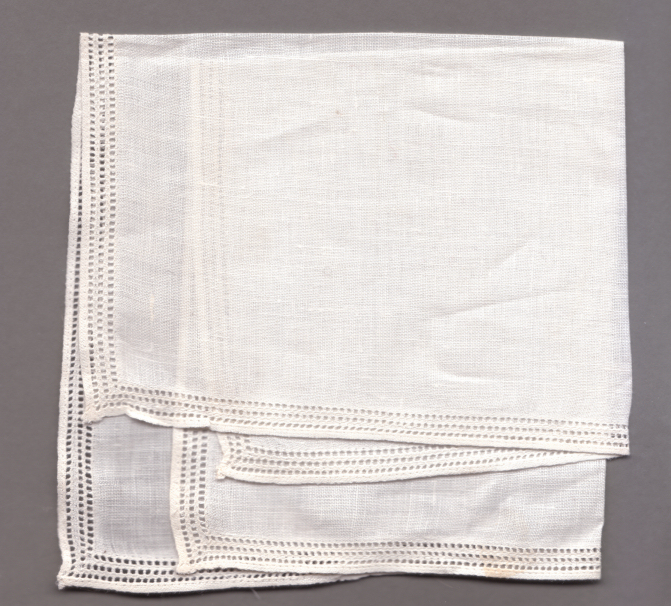
Näsduk i linne

Näsdukar kan användas som dekorativ utsmyckning av bröstfickan på en kostym, frack, smoking eller på en mer dressad rock. Den kan då vara i flera olika material, till exempel siden, bomull eller linne och kan också variera i färg och mönster, ofta matchat med resten av klädseln. Vit anses ofta vara mest traditionell och proper. Även vikningen av näsduken kan variera.
Magiker använder ibland silkesnäsdukar vid trolleritrick. Näsdukar kunde förvaras i en liten väska, så kallad näsduksväska. Näsdukar ska inte spolas ned i toaletten eftersom det kan orsaka stopp i rören.

## Historik

Brudnäsduk - Hallwylska museet

Under romartid brukades hos överklassen dukar under namnet oratium ("munduk") eller sudarium ("svetteduk") för att putsa näsan, torka munnen, torka svett från ansiktet eller liknade. De romerska dukarna kunde vara av fint, ofta importerat linne eller annat tyg och ibland kulört, de dyrbara var purpurfärgade. De parfymerades och brukades som present eller minnesgåva. Termerna oratium och sudarium kunde dock även syfta på det som nu kallas servett.
Näsduken bars under antiken i handen, lagd över armen eller stucken i bältet. Under medeltiden förekom näsdukar under skiftande namn som manutergium, facitergium, nasitergium (hand-, ansikts- och nästorkare) och bars på armen eller i bältet, ibland i handen.
Inom den kyrkliga skruden ombildades den profana näsduken till två plagg: Manipulus eller Handlin, senare former kallades ofta i Sverige prästnäsduk; och Sudarium.
Under senmedeltiden blev näsduken vanligare och utvecklades under renässansen till ett mycket omhuldat plagg, ofta av ren ceremonikaraktär och av stora dimensioner samt vackert prydd med spetsar, tofsar och broderier, till och med i guld och färger. Under de långa rockarnas tid blev det mode att placera näsduken i bakfickan, och under perioder ansågs det elegant med en näsduk som hängde lång ut ur fickan.
Med snuset införande började de kulörta snusnäsdukarna komma i bruk, under 1800-talet blev de kulörta snusnäsdukarna i bomull med tryckt mönster mycket populära. Under 1800-talet var särskilda souvenirnäsdukar populära.
Särskilt under 1800-talet blev även brudnäsduken föremål för rik utsirning med monogram, spetsar, blonder, tyllbroderier, hålsöm med mera.
Inom folkdräkten har gränsen mellan näsduk och armkläde varit flytande och en del sjalar har gått under namn av näsdukar.

### Fotnoter
1. ↑  ”Trolla bort näsduk i handen”. Magicland. Arkiverad från originalet den 15 mars 2014. https://web.archive.org/web/20140315143005/http://www.magicland.se/produkter/tillbehor/trolleri-med-dukar/trolla-bort-nasduk. Läst 15 mars 2014.
2. ↑  Svenska Akademiens ordbok: Näsduksväska (tryckår 1948)
3. ↑  Vad får du spola ned i toaletten? Arkiverad 4 oktober 2015 hämtat från the Wayback Machine. Tekniskaverken.se. Läst: 14 juli 2014.
4. 1 2 3  Carlquist, Gunnar, red (1937). Svensk uppslagsbok. Bd 20. Malmö: Svensk Uppslagsbok AB. sid. 483
5. ↑  Carlquist, Gunnar, red (1937). Svensk uppslagsbok. Bd 20. Malmö: Svensk Uppslagsbok AB. sid. 483-84
6. 1 2 3  Carlquist, Gunnar, red (1937). Svensk uppslagsbok. Bd 20. Malmö: Svensk Uppslagsbok AB. sid. 484
7. ↑  Nationalencyklopedin, multimedia plus 2000 (uppslagsord näsduk)